# Čeněk d'Ojvina
Čeněk d'Ojvina o Čeněk di Perkenstein o Berkenstein o di Sloup (... – 1350 circa) è stato un nobile e politico boemo, considerato il fondatore del ramo di Pirkštejn della famiglia Lipá.

## Biografia
Della sua vita è noto ben poco, diede però le basi dei possedimenti della famiglia Pirkštejn, a partire dal castello di Perkenstein, col nome di cui venne spesso menzionato, oltre che con il nome di d'Ojvina, il castello della quale città venne fondato dal padre Chval e forse Čeněk era presente in quella città intorno al 1290. Tuttavia il castello di Perkenstein venne scambiato dal figlio Ješek con Polná, il quale dopo aver acquisito il dominio di Rataje nad Sázavou rinominò il castello meridionale della città con il proprio cognome, per cui il nome passò da indicare il castello di Sloup a indicare il castello di Pirkštejn di Rataje.
Intorno al 1300 sposò Margherita di Honcovice ed ottenne alcuni possedimenti in Moravia ed il dominio di Honcovice.
Fu menzionato insieme al castello di Sloup il 29 settembre 1324, quando Čeněk a Zittau fu testimone della risoluzione della disputa tra i signori di Donín e il monastero di Marienthal. Diversi anni dopo, nel 1330, Čeněk diede ai domenicani di Litoměřice un rifornimento di 6 metri d'avena dalla sua corte di Písečná. Čeněk fu menzionato l'ultima volta nel 1346 nel testamento di Bertoldo di Lipá, figlio di Enrico I di Lipá (fratello di Čeněk), che lasciò in eredità la fattoria di suo zio e il castello di Račice in Moravia.